# Recologne (Doubs)
Pour les articles homonymes, voir Recologne.
Recologne (Recouligne en patois) est une commune française située dans le département du Doubs, la région culturelle et historique de Franche-Comté et la région administrative Bourgogne-Franche-Comté. Membre de la communauté de communes du Val marnaysien et située à une vingtaine de kilomètres du centre-ville de Besançon, elle comptait 716 habitants en 2022 appelés Recolignois et Recolignoises.

## Géographie

### Situation
La commune de Recologne est située en région Bourgogne-Franche-Comté, dans l'extrémité nord-ouest du département du Doubs, à 3 kilomètres à vol d'oiseau au sud du département de la Haute-Saône et à 9 kilomètres à l'est du département du Jura. Les grandes villes les plus proches sont Besançon, préfecture du département, située à 17 km à vol d'oiseau en direction de l'est et Dijon, préfecture de la région, située à 60 km kilomètres vers l'ouest. Paris, la capitale se trouve à 313 km au nord-ouest. La distance la plus courte par la route entre le centre du village et le centre-ville de Besançon (mairie) est de 17 km. Elle est à la limite de la basse vallée de l'Ognon et de la zone jurasienne des Avants-Monts. Elle fait partie du canton de Saint-Vit, de la communauté de communes du Val Marnaysien et elle est intégrée dans l'aire d'attraction de Besançon.

### Géologie et relief
D'une superficie de 678 hectares, le territoire communal se situe dans une zone qui se partage entre la basse vallée de l'Ognon au nord et le faisceau des Avants-Monts au sud, une région au relief contrasté qui dépasse rarement les 300 mètres d'altitude et où s'écoulent les affluents de l'Ognon,. La partie nord de la commune est relativement plane, avec des altitudes comprises principalement entre 200  et   230 mètres, l'altitude minimale étant de 201 mètres à l'endroit où le ruisseau de Recologne quitte le territoire communal sur la limite avec la commune avec Ruffey-le-Château. Le sud de la commune est plus accidenté, l'altitude la plus élevée (268 mètres) étant mesurée au sud-est sur une petite protubérance au lieu-dit le Bochet. Le village-centre est établi à une altitude comprise entre 205  et   230 mètres.

### Hydrographie

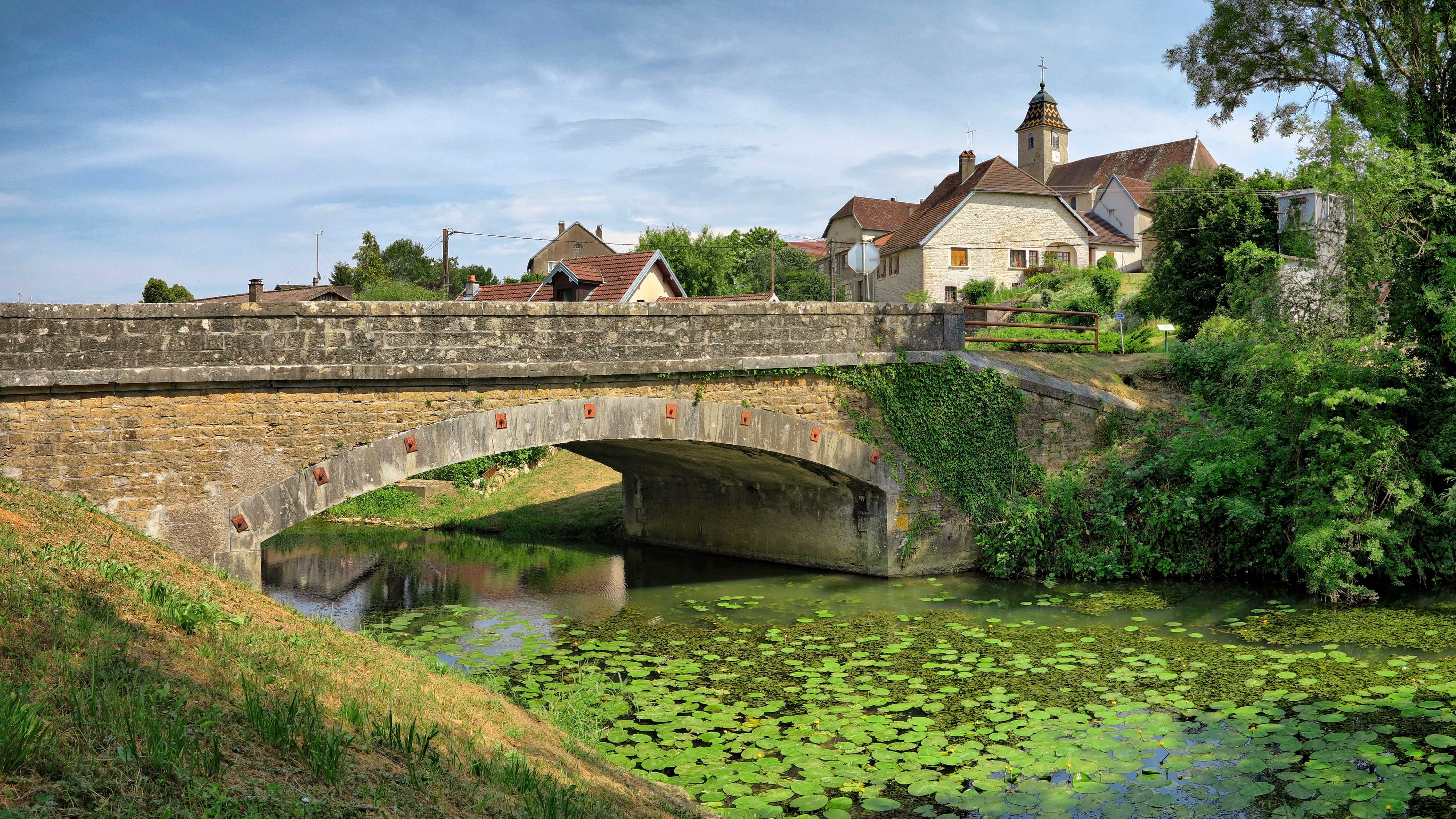
Le pont sur le ruisseau de Noironte.

La commune est traversée d'est en ouest par le ruisseau de Noironte qui change de nom et devient le ruisseau de Recologne en aval du village après avoir reçu les eaux du ruisseau du Breuil (aussi appelé ruisseau de Recologne).

### Communes limitrophes
Les communes limitrophes sont Chevigney-sur-l'Ognon, Franey, Noironte, Placey et Ruffey-le-Château.

### Climat
Pour des articles plus généraux, voir Climat de la Bourgogne-Franche-Comté et Climat du Doubs.
En 2010, le climat de la commune est de type climat des marges montargnardes, selon une étude du Centre national de la recherche scientifique s'appuyant sur une série de données couvrant la période 1971-2000. En 2020, Météo-France publie une typologie des climats de la France métropolitaine dans laquelle la commune est exposée à un climat semi-continental et est dans la région climatique Jura, caractérisée par une forte pluviométrie en toutes saisons (1 000 à 1 500 mm/an), des hivers rigoureux et un ensoleillement médiocre.
Pour la période 1971-2000, la température annuelle moyenne est de 10,5 °C, avec une amplitude thermique annuelle de 17,5 °C. Le cumul annuel moyen de précipitations est de 1 012 mm, avec 12,7 jours de précipitations en janvier et 9 jours en juillet. Pour la période 1991-2020, la température moyenne annuelle observée sur la station météorologique de Météo-France la plus proche, « Dannemarie-sur-Crète », sur la commune de Dannemarie-sur-Crète à 8 km à vol d'oiseau, est de 11,3 °C et le cumul annuel moyen de précipitations est de 1 066,6 mm. 
La température maximale relevée sur cette station est de 39,9 °C, atteinte le 25 juillet 2019 ; la température minimale est de −22 °C, atteinte le 9 janvier 1985,,.
Les paramètres climatiques de la commune ont été estimés pour le milieu du siècle (2041-2070) selon différents scénarios d'émission de gaz à effet de serre à partir des nouvelles projections climatiques de référence DRIAS-2020. Ils sont consultables sur un site dédié publié par Météo-France en novembre 2022.

## Urbanisme

### Typologie
Au 1er janvier 2024, Recologne est catégorisée commune rurale à habitat dispersé, selon la nouvelle grille communale de densité à 7 niveaux définie par l'Insee en 2022.
Elle est située hors unité urbaine. Par ailleurs la commune fait partie de l'aire d'attraction de Besançon, dont elle est une commune de la couronne,. Cette aire, qui regroupe 310 communes, est catégorisée dans les aires de 200 000 à moins de 700 000 habitants,.

### Occupation des sols
L'occupation des sols de la commune, telle qu'elle ressort de la base de données européenne d’occupation biophysique des sols Corine Land Cover (CLC), est marquée par l'importance des territoires agricoles (69 % en 2018), en diminution par rapport à 1990 (71,1 %). La répartition détaillée en 2018 est la suivante :
zones agricoles hétérogènes (42,1 %), forêts (20,4 %), terres arables (19,1 %), zones urbanisées (8,6 %), prairies (7,8 %), zones industrielles ou commerciales et réseaux de communication (2 %). L'évolution de l’occupation des sols de la commune et de ses infrastructures peut être observée sur les différentes représentations cartographiques du territoire : la carte de Cassini (XVIIIe siècle), la carte d'état-major (1820-1866) et les cartes ou photos aériennes de l'IGN pour la période actuelle (1950 à aujourd'hui).

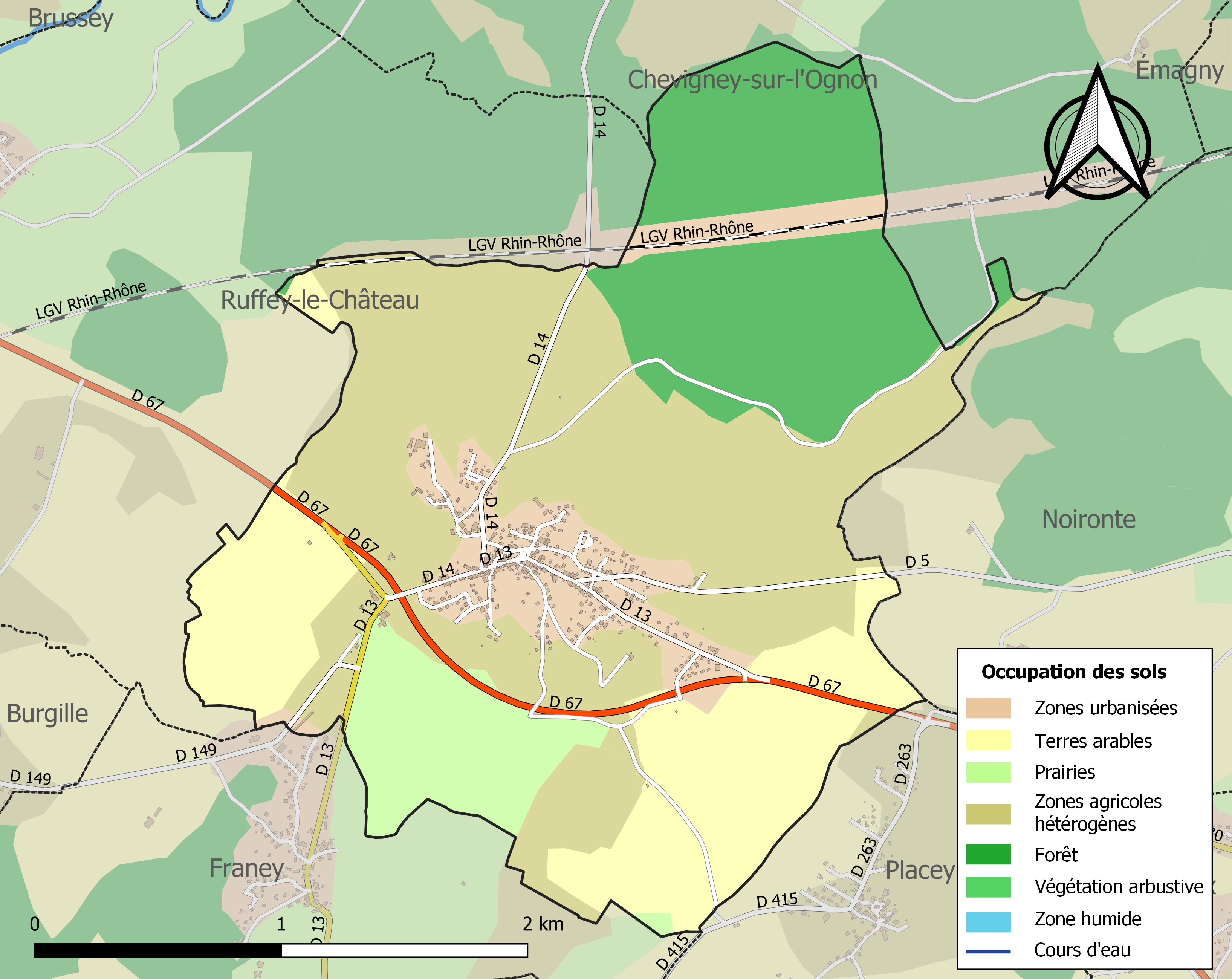
Carte des infrastructures et de l'occupation des sols de la commune en 2018 (CLC).

### Voies de communication et transports

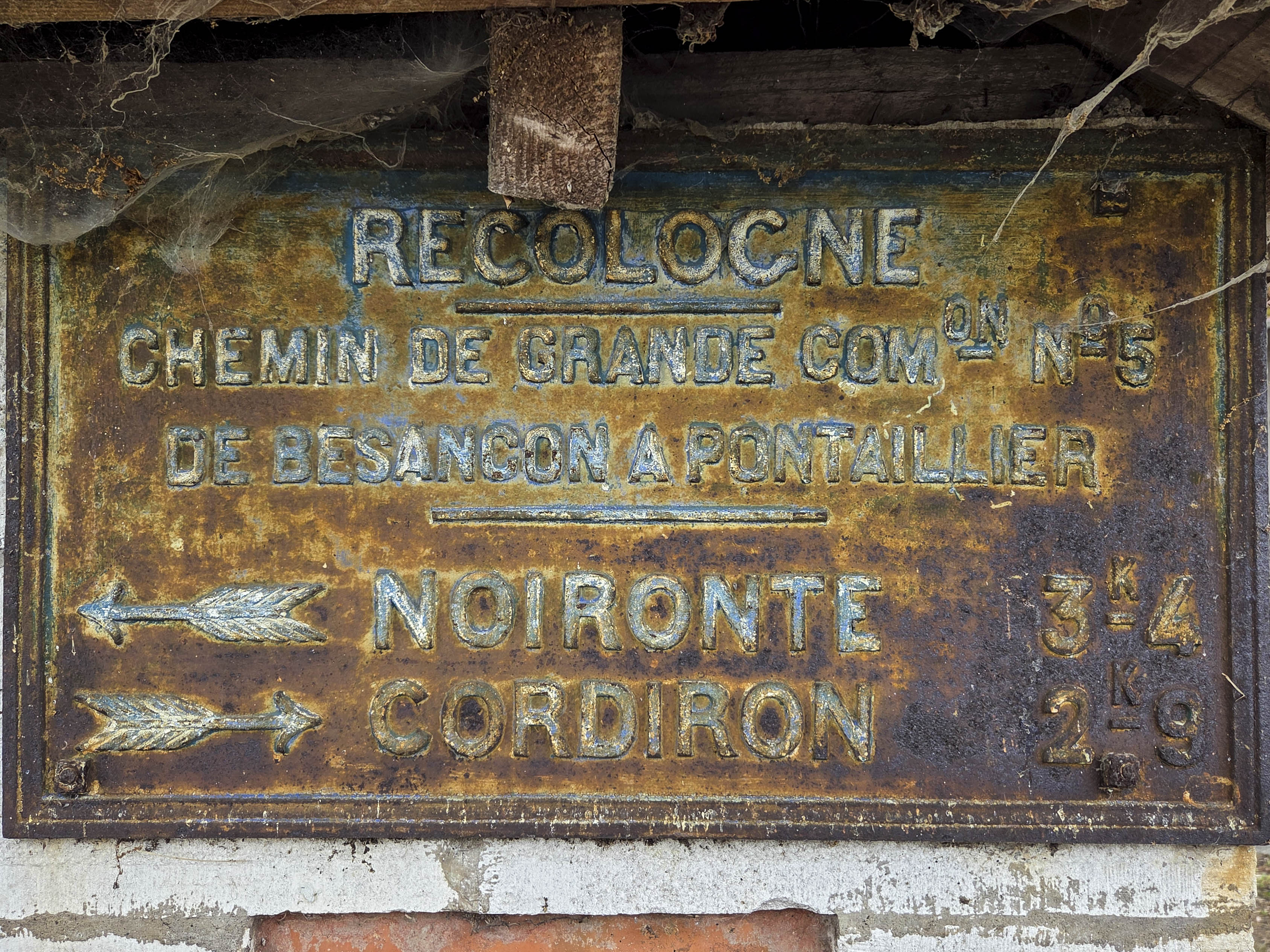
Ancien panneau de signalisation de la route départementale 5.

Le village est situé à un carrefour routier, desservi principalement par la route départementale RD 67, ancienne route nationale 67 qui relie Besançon à Langres en passant par Gray. Elle traverse la commune d'est en ouest sur 3 kilomètres en contournant le village par le sud grâce à une déviation ouverte en 1980. Trois autres routes départementales permettent de rejoindre les communes environnantes: la RD 5, traverse le bourg de Recologne et se prolonge vers l'est pour atteindre les communes de Noironte, Pelousey et Miserey-Salines ; la RD 13 qui, à partir de la déviation, part vers le sud en direction de Saint-Vit et Quingey ; la RD 14 qui part du centre du village vers le nord pour desservir Chevigney-sur-l'Ognon et Émagny. L'échangeur autoroutier le plus proche est situé à huit kilomètres au sud-est par la route, il s'agit de la sortie no 3 Besançon Ouest de l'A36 dite La Comtoise (Beaune-Mulhouse).

## Toponymie
De Recolonis en 1139 ; Recoloignes en 1287 ; Recolennes en 1298 ; Recoloynes en 1325 ; Recologne-les-Marnay en 1475 ; Recoulongnes en 1545 ; Renconlongnes-les-Marnay en 1667; Recologne en 2024

## Histoire

### Moyen Âge
Les premières mentions écrites du village datent du XIIIe siècle, à l'époque où il dépend de la seigneurie de Corcondray. Ainsi, en 1287, le seigneur Guillaume d'Apremont reconnaît tenir en fief la terre de Recologne, conférée par le comte Othon IV de Bourgogne.

### Époque moderne
Le XVIIe siècle est particulièrement sombre pour Recologne. La peste, qui sévit en 1632 puis en 1636, fait de nombreuses victimes. Par ailleurs, le 20 juin 1636, en pleine guerre de Trente Ans, les troupes françaises menées par Louis II de Bourbon-Condé prennent possession du château, pillent et incendient les maisons des villageois.

### Époque contemporaine
Du 6 août au 29 septembre 1854, une épidémie de choléra provoque la mort de douze habitants.

## Politique et administration

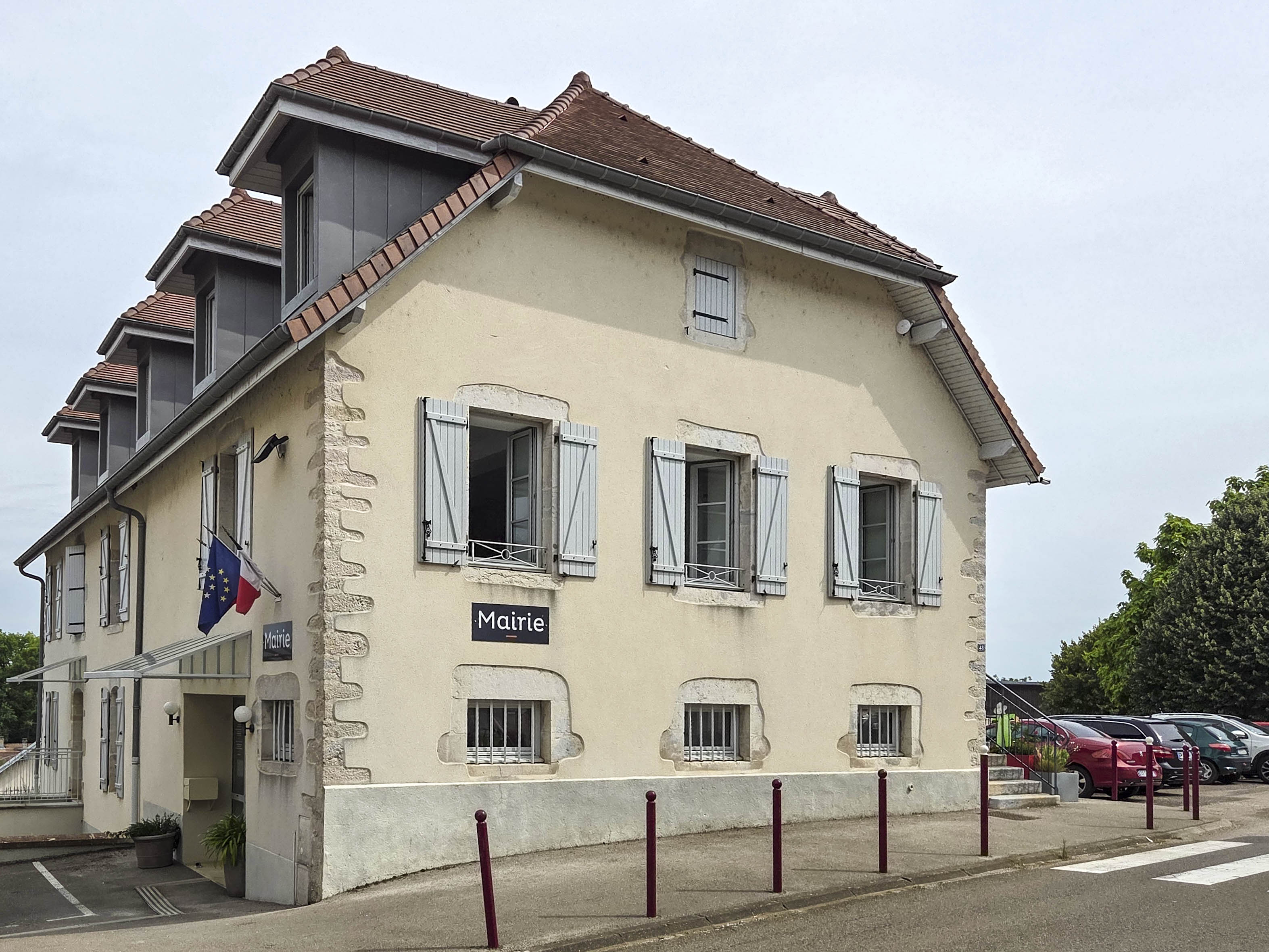
La mairie.

### Découpage territorial
La commune fait partie de l'arrondissement de Besançon, du département du Doubs et de la région Bourgogne-Franche-Comté. Elle est membre de la communauté de communes du val marnaysien créée en 2014 par fusion de la communauté de communes des rives de l'Ognon dont elle était le siège avec la communauté de communes de la vallée de l'Ognon. Cette structure intercommunale dont le siège se trouve à Marnay regroupe 45 communes pour une population de 14 363 habitants (en 2019).
Dans le cadre des élections départementales, Recologne est depuis 2015 l'une des 61 communes composant le canton de Saint-Vit après avoir fait partie du canton d'Audeux de 1801 à 2015 et de celui de Recologne de 1789 à 1801. Elle dépend, pour les élections législatives, de la première circonscription du Doubs.

### Administration municipale
Comme toute commune dont la population est comprise entre 500 et 1 499 habitants, le conseil municipal de Recologne est actuellement composé de quinze membres. Il est élu au scrutin majoritaire plurinominal à deux tours avec candidatures isolées ou groupées et possibilité de panachage. Le maire actuel de la commune est Daniel Meyer, né en 1956, élu le 17 mars 2023 à la suite du décès en cours de mandat de Roland Moralès qui avait été élu lors des élections municipales de 2020.
Dans les communes de moins de 1 000 habitants, les conseillers communautaires sont désignés parmi les conseillers municipaux élus en suivant l’ordre du tableau (maire, adjoints puis conseillers municipaux) et dans la limite du nombre de sièges attribués à la commune au sein du conseil communautaire. Deux sièges sont attribués à Recologne au sein de la communauté de communes du Val Marnaysien. Le maire Daniel Meyer et son adjoint Jean-Pierre Bruckert représentent ainsi la commune au sein du conseil communautaire.

#### Liste des maires
| Période                                  | Période      | Identité        | Étiquette | Qualité  |
| ---------------------------------------- | ------------ | --------------- | --------- | -------- |
| Les données manquantes sont à compléter. |              |                 |           |          |
|                                          |              | André Emey      |           |          |
|                                          | mars 1989    | Lucien Boisson  |           |          |
| mars 1989                                | juin 1995    | Jean Bruckert   |           |          |
| juin 1995                                | mars 2008    | Bernard Perrier |           |          |
| mars 2008                                | janvier 2023 | Roland Moralès  | DVD       | Retraité |
| janvier 2023                             | En cours     | Daniel Meyer    |           |          |

## Population et société

### Démographie
L'évolution du nombre d'habitants est connue à travers les recensements de la population effectués dans la commune depuis 1793. Pour les communes de moins de 10 000 habitants, une enquête de recensement portant sur toute la population est réalisée tous les cinq ans, les populations de référence des années intermédiaires étant quant à elles estimées par interpolation ou extrapolation. Pour la commune, le premier recensement exhaustif entrant dans le cadre du nouveau dispositif a été réalisé en 2007.

En 2022, la commune comptait 716 habitants, en évolution de +10,15 % par rapport à 2016 (Doubs : +1,88 %, France hors Mayotte : +2,11 %).
| 1793 | 1800 | 1806 | 1821 | 1831 | 1836 | 1841 | 1846 | 1851 |
| ---- | ---- | ---- | ---- | ---- | ---- | ---- | ---- | ---- |
| 552  | 552  | 585  | 623  | 596  | 596  | 655  | 653  | 654  |

| 1856 | 1861 | 1866 | 1872 | 1876 | 1881 | 1886 | 1891 | 1896 |
| ---- | ---- | ---- | ---- | ---- | ---- | ---- | ---- | ---- |
| 584  | 558  | 545  | 516  | 485  | 465  | 466  | 438  | 402  |

| 1901 | 1906 | 1911 | 1921 | 1926 | 1931 | 1936 | 1946 | 1954 |
| ---- | ---- | ---- | ---- | ---- | ---- | ---- | ---- | ---- |
| 376  | 407  | 415  | 336  | 300  | 306  | 287  | 261  | 261  |

| 1962 | 1968 | 1975 | 1982 | 1990 | 1999 | 2006 | 2007 | 2012 |
| ---- | ---- | ---- | ---- | ---- | ---- | ---- | ---- | ---- |
| 261  | 256  | 337  | 392  | 482  | 508  | 546  | 551  | 616  |

| 2017 | 2022 | - | - | - | - | - | - | - |
| ---- | ---- | - | - | - | - | - | - | - |
| 653  | 716  | - | - | - | - | - | - | - |

### Médias et numérique
Le quotidien régional L'Est républicain relate les actualités de la commune dans son édition locale de Besançon. La chaîne de télévision France 3 Franche-Comté et la station de radio France Bleu Besançon relaient les informations locales.

### Cultes
Recologne dispose d'un seul lieu de culte de confession catholique, l'église Sant-Barthélémy. Au sein du diocèse de Besançon, le doyenné de Banlieue - Val de l'Ognon regroupe six paroisses dont celle de Marnay-Recologne à laquelle appartient la commune. Pour les autres confessions, les lieux de cultes les plus proches (mosquées, synagogue, temple) sont tous situés à Besançon.

## Équipements et services publics

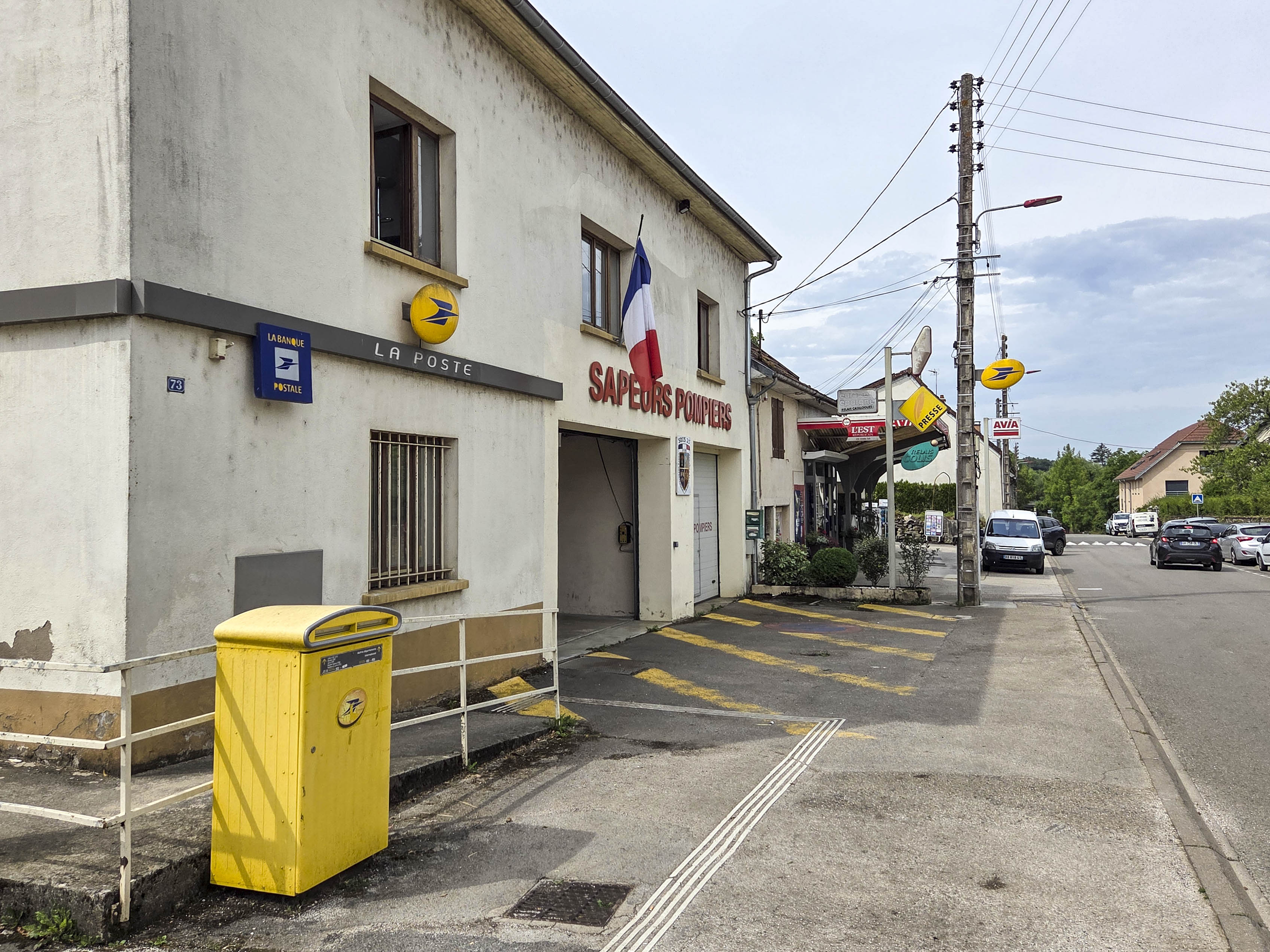
Le bureau postal, la caserne de pompiers et la station service.

La commune se dote en 2018 d'une nouvelle mairie, située à la place de l'ancienne et du presbytère.

### Équipements culturels et sportifs
La commune de Recologne possède un terrain de sport, une aire de jeux pour enfants, un terrain de pétanques et une boite à livres.

### Enseignement
Une école intercommunale scolarise dans le village les enfants de Burgille, Franey, Placey, Recologne et Ruffey-le-Château.

### Postes et télécommunications
Pour l'acheminement du courrier postal, la commune abrite un bureau distributeur qui se voit attribuer le code postal 25170.

### Santé et services d'urgence
Recologne dispose d'un centre de première intervention (CPI) du service départemental d’incendie et de secours du Doubs, et de services de santé parmi lesquels une pharmacie et un cabinet médical. Les hôpitaux les plus proches sont le centre hospitalier régional universitaire Jean-Minjoz et le centre de soin des Tilleroyes, tous deux situés à Besançon.

### Justice et sécurité
La commune dépend du tribunal judiciaire, du conseil de prud'hommes, du tribunal pour enfants, du tribunal de commerce et du tribunal administratif de Besançon. Elle est rattachée à la cour d'assises du Doubs, à la cour d'appel de Besançon et à la cour administrative d'appel de Nancy.
Recologne accueille sur son territoire une brigade de gendarmerie.

## Culture et patrimoine

### Lieux et monuments

#### Église Saint-Barthélémy

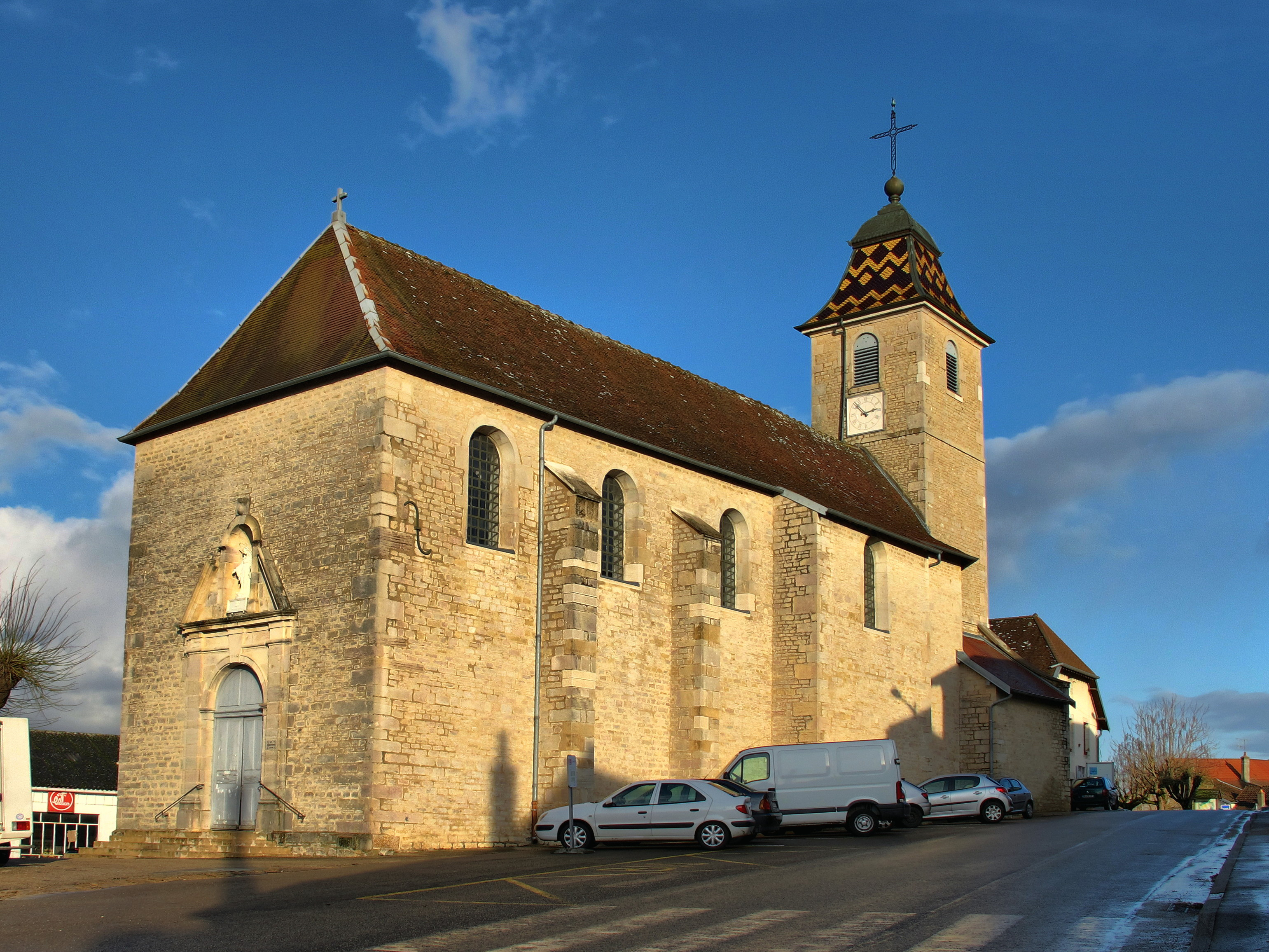
L'église Saint-Barthélémy

Édifiée de 1743 à 1756, elle est inscrite à l'inventaire supplémentaire des monuments historiques depuis 1987. À l'intérieur, une belle collection de décors en stuc réalisées en 1748-1749 par le stucateur Jacques-François Marca, trois retables dont celui du maître-autel, la chaire et des bas-reliefs relatant les scènes de la vie du Christ, tous classés. Aussi, un chemin de croix en terre de Recologne réalisé par l'artiste-peintre Louis Chifflet.

#### Château

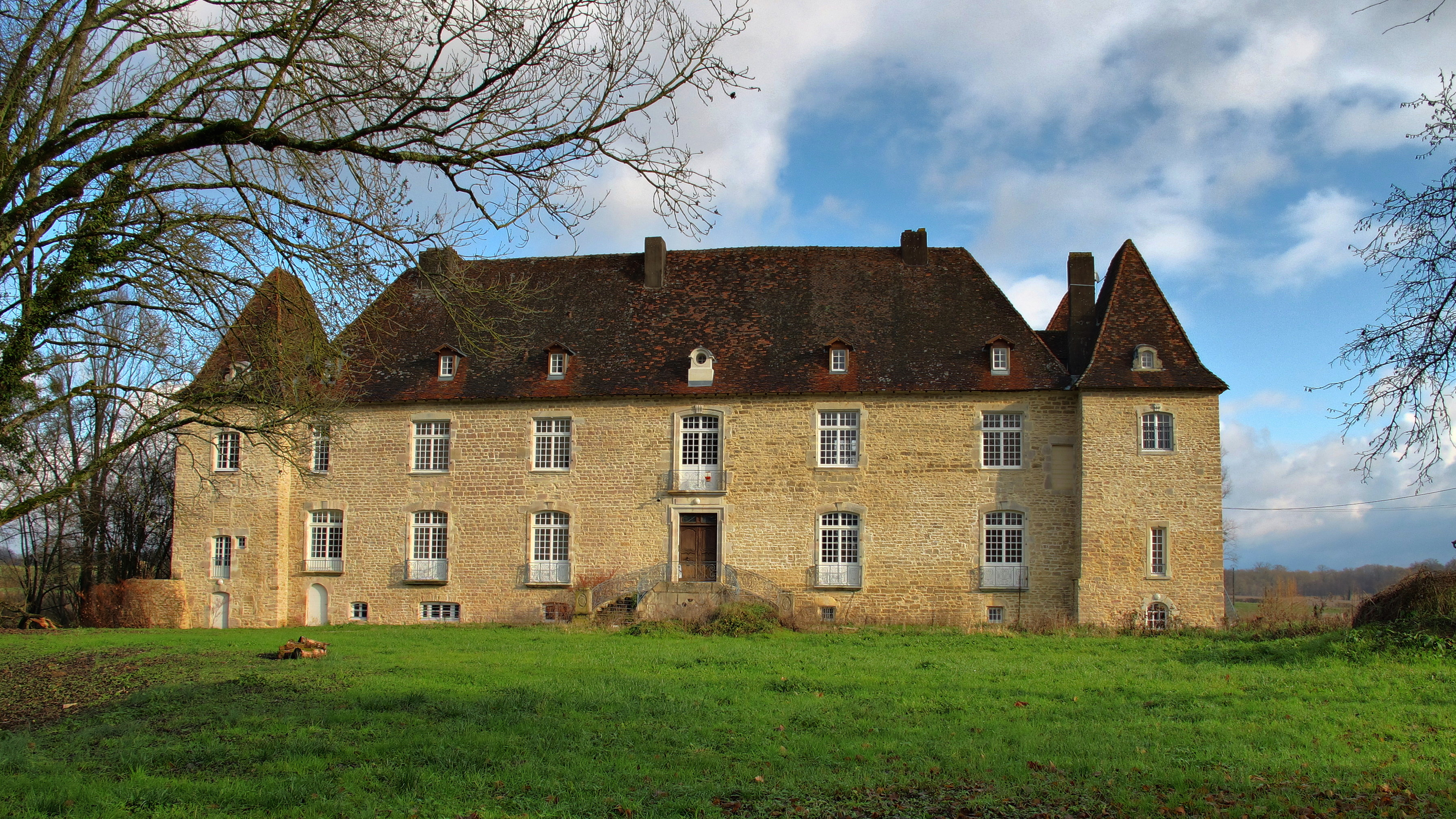
Le château.

Le château de Recologne a été reconstruit vers 1640 pour le seigneur Frédéric de Chavirey sous forme d'un vaste bâtiment rectangulaire long de 40 mètres et flanqué de quatre pavillons d'angle. En 1789, le marquis Jean de Camus fait raser les ponts-levis et fortifications du château. Les façades et toitures du bâtiment principal, le salon au rez-de-chaussée ainsi que la chapelle au premier étage avec leur décor sont inscrites à l'inventaire supplémentaire des monuments historiques depuis 1979.

#### Cimetière des Pestiférés
Le cimetière des Pestiférés de Recologne, créé pour inhumer les victimes de la peste de 1632, se situe à l'écart du village dans le bois des Fouchères. Deux stèles commémoratives en pierre y ont été érigées au bout d'une allée bordée de cyprès.

#### Fontaines

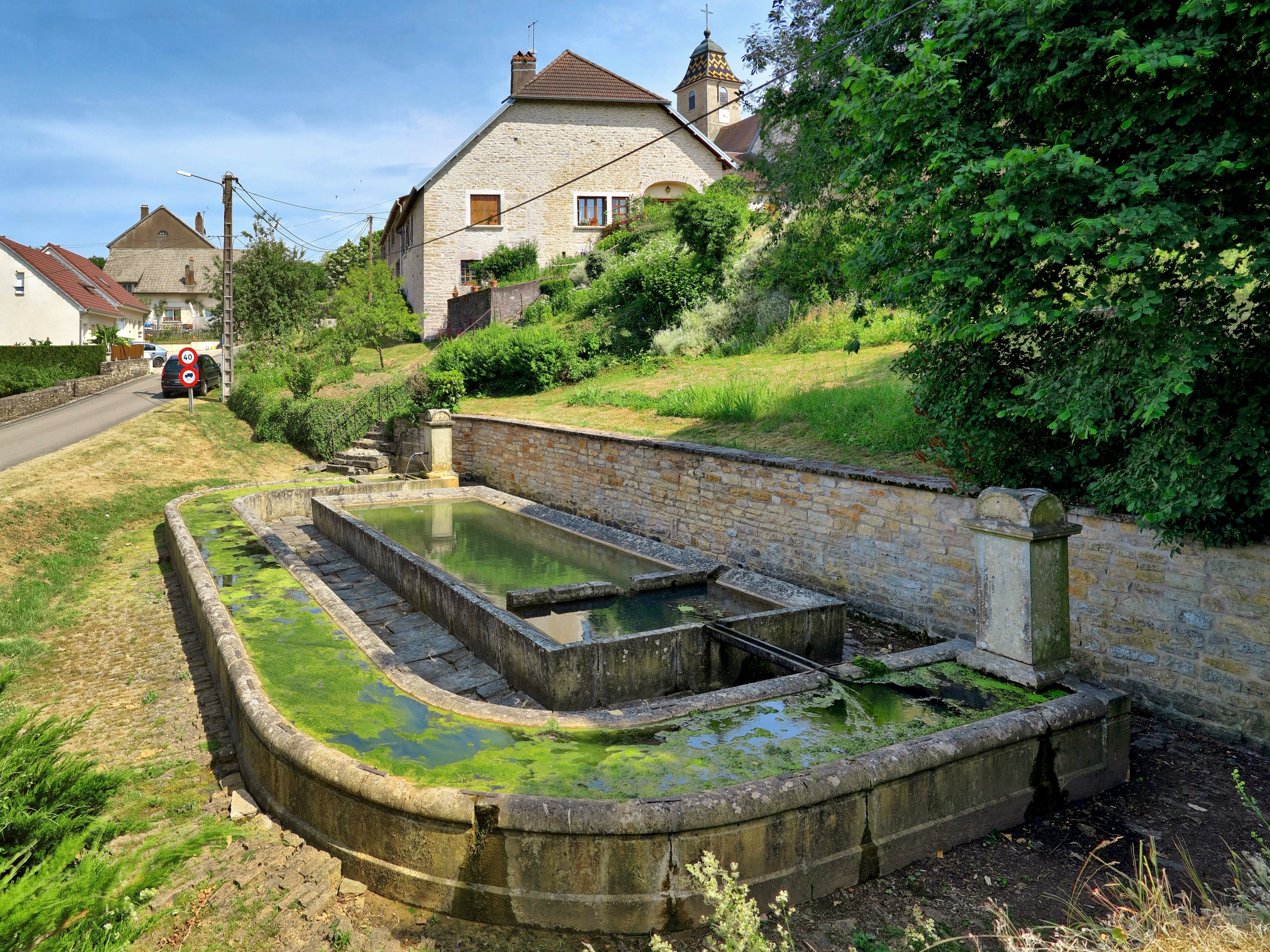
La Grande fontaine

Le village possède trois belles fontaines reconstruites par l'architecte Édouard Vieille au début du XIXe siècle dont la Grande fontaine en 1825, située au centre du village dans la rue du même nom.

### Personnalités liées à la commune
- Luc Dietrich (1913-1944), écrivain.
- Nicolas Chappuis, (XVIIIe siècle), serrurier y a résidé

### Héraldique
| Blason de Recologne | Blason  | Coupé: au 1er de gueules au sautoir d'argent, au 2e d'or à la roue de moulin de sable. |
| Blason de Recologne | Détails | Le statut officiel du blason reste à déterminer.                                       |

## Pour approfondir